# Maurice J. Murphy, Jr.
Maurice James Murphy Jr.  (3 de octubre de 1927 - 27 de octubre de 2002) fue un político y abogado estadounidense de Nuevo Hampshire. Fue Fiscal General de New Hampshire y Senador designado de los Estados Unidos .

## Biografía
Murphy nació en Dover, New Hampshire y se graduó de la escuela secundaria de Dover y de la Academia St. Mary's. Se graduó en el College of the Holy Cross en 1950 y en la Facultad de Derecho del Boston College en 1953. Murphy fue admitido en el colegio de abogados y comenzó a ejercer la abogacía en Portsmouth en 1955. Sirvió como soldado raso en el Ejército de los Estados Unidos en 1946 y 1947 y nuevamente en 1953 y 1954.

## Carrera jurídica y política
Murphy fue asesor jurídico del Senado de New Hampshire entre 1957 y 1958, y asistente administrativo del gobernador Wesley Powell entre 1959 y 1961. Después de desempeñarse como fiscal general adjunto durante varios meses, Murphy fue designado por el gobernador Powell como fiscal general de New Hampshire y asumió el cargo el 4 de noviembre de 1961. Tres semanas después, el senador estadounidense con más años en el cargo, el republicano conservador H. Styles Bridges, murió en el cargo. El 7 de diciembre de 1961, el gobernador Powell nombró a Murphy como senador de los Estados Unidos, para ocupar la vacante hasta una elección especial en noviembre de 1962. La elección de Murphy por parte de Powell fue controvertida; el poderoso editor William Loeb publicó un editorial de primera plana en el Manchester Union Leader atacando a Powell por pasar por alto a la viuda del difunto senador, Doloris. Muchos observadores políticos esperaban que la señora Bridges fuera nombrada para ocupar el puesto de su marido.  Murphy votó a favor de la Enmienda 24 a la Constitución de los Estados Unidos . 
Murphy se presentó a las elecciones de 1962 en un esfuerzo por conservar su escaño. Sin embargo, Murphy fue desafiado en las primarias por Doloris Bridges, el congresista Perkins Bass y el congresista Chester Merrow. Murphy terminó tercero detrás de Bass y Bridges. El gobernador Powell también fue derrotado en esas primarias, y en su discurso de la noche de las elecciones hizo referencia a la oposición de Loeb y agregó que "estoy pagando el precio de nombrar a un católico para el Senado de Estados Unidos". 
Más tarde, Murphy formó parte de la Comisión Económica de Portsmouth, de la Autoridad de Vivienda de Portsmouth y fue elegido presidente de la junta directiva del Comité de Servicios Armados de Portsmouth-Kittery (ahora llamado Asociación de Astilleros de Seacoast). Trabajó en la Comisión de Límites de New Hampshire de 1973 a 1975. 

## Vida posterior y muerte
Murphy luego reanudó la práctica de la abogacía. Fue presidente del consejo de administración y consejero general del Banco de Ahorros de Portsmouth (NH) de 1968 a 1988. En el momento de su muerte en 2002, residía en Stratham, New Hampshire . Fue enterrado en el cementerio de Prospect Hill en Greenland, New Hampshire .

## Vida personal
Murphy estaba casado con Mary E. Doody.  Tuvieron tres hijos.  Su esposa murió en 2016. 